# Sibe Mardešić
Sibe Mardešić (* 20. Juni 1927 in Hamburg-Bergedorf, Deutschland; † 18. Juni 2016 in Zagreb, Kroatien) war ein jugoslawischer bzw. kroatischer Mathematiker.

## Leben
1929 zog die Familie Mardešić nach Chile um. Wegen der Weltwirtschaftskrise kehrten Mardešićs Eltern 1930 aus Chile nach Split zurück, wo Mardešić die Schule besuchte. Sein Schulabschluss im Frühjahr 1945 fiel in die Endphase des Zweiten Weltkrieges. Zu dieser Zeit suchte die Marine an seiner Schule nach Freiwilligen. Mardešić meldete sich, nahm an einem Schnellkurs für Meteorologie teil und diente von März 1945 bis Dezember 1946 als Soldat beim Wetterdienst der Marine.
Von 1946 bis 1950 studierte er Mathematik und Physik an der Universität Zagreb. Er schloss sein Studium 1950 mit dem Diplom ab. Mardešić promovierte 1957 an der Universität Zagreb mit einer Arbeit zum Thema Homoloska svojstva nekih funkcionalnih prostora (Homologische Eigenschaften einiger Funktionsräume) bei Željko Marković. 1960 habilitierte er sich mit einer Arbeit zum Thema On covering dimension and inverse limits.
Von 1951 bis 1960 war Mardešić wissenschaftlicher Mitarbeiter an der mathematischen Fakultät der Universität Zagreb. Von 1960 bis 1962 war er Dozent und von 1962 bis 1966 außerordentlicher Professor. Von 1966 bis 1991 war Mardešić ordentlicher Professor für Mathematik an der mathematischen Fakultät der Universität Zagreb. 1996 wurde er zum emeritierten Professor der Universität Zagreb gewählt.
Mardešić war seit 1988 Mitglied der Kroatischen Akademie der Wissenschaften und Künste, seit 1989 Mitglied der Academia Europaea, seit 1990 Mitglied der Europäischen Akademie der Wissenschaften und Künste und seit 2003 korrespondierendes Mitglied der Slowenischen Akademie der Wissenschaften und Künste.

## Forschungsinteressen
Auf Anraten seines Doktorvaters Željko Marković beschäftigte sich Mardešić zunächst mit der Topologie. Er benutzte dazu das Lehrbuch von Herbert Seifert und William Threlfall Lehrbuch der Topologie. Mardešić veröffentlichte auf diesem Gebiet viele anerkannte Arbeiten. Seine Bekanntschaft mit den beiden Mathematikern Karol Borsuk und Tudor Ganea verschaffte ihm von 1957 bis 1959 einen zweijährigen Gastaufenthalt an der Princeton University. Die dort geknüpften Kontakte zu berühmten und weltbekannten Topologen nutzte er später, um seine Doktoranden zur Promotion in die USA zu schicken. Mardešić forschte auf den Gebieten Topologie, Dimensionstheorie, Homotopietheorie, Shape-Theorie und Strong-Shape-Theorie.
In der Dimensionstheorie stellte Mardešić einen Faktorisierungssatz auf, der nach ihm Mardešić-Faktorisierungssatz genannt wurde. Er lieferte Beiträge zur Kontinuumstheorie, darunter ein Beispiel, das zeigt, dass sich der Satz von Hahn-Mazurkiewicz nicht auf den nichtmetrischen Fall erstreckt. Mardešić nahm die von Karol Borsuk eingeführte Shape-Theorie als bedeutenden Fortschritt wahr. Zusammen mit Jack Segal entwickelte er den ANR-Ansatz, der auf inversen Systemen basierte.

## Gastaufenthalte
Mardešić erweiterte auf verschiedenen Gastaufenthalten sein Wissen und seine Kontakte, darunter:
- 1957–1959: Princeton University
- 1965/66, 1987: Seattle
- 1971/72: Heidelberg
- 1972/73: Pittsburgh
- 1977/78: Salt Lake City und Lexington
- 1979: L’Aquila
- 1981: Tsukuba
- 1985, 1990, 1998, 1999: Perugia
- 1987: Oklahoma
- 1993: Mailand.[3][1]

## Ämter, Mitgliedschaften
Mardešić war von 1960 bis 1971 Leiter des Diplomstudiums der Mathematik. Von 1961 bis 1962 war er Leiter der Fakultät für Mathematik, von 1964 bis 1965 Prodekan und von 1974 bis 1976 Dekan der Mathematisch-Naturwissenschaftlichen Fakultät. Von 1983 bis 1984 war er Dekan der Fakultät für Mathematik.
Seit 1958 war er Mitglied der American Mathematical Society. Von 1971 bis 1974 war er Präsident der Gesellschaft der Mathematiker und Physiker Kroatiens.
Mardešić gehörte zu den Gründern der mathematischen Zeitschrift Glasnik Matematički, die er als Chefredakteur von 1963 bis 1973 herausgab. Er saß in den Beiräten der Zeitschriften
- Topologie und ihre Anwendungen, seit 1971
- Glasnik Matematički, seit 2002
- Radovi matematički, seit 2002
- Mediterranean Journal of Mathematics, seit 2003.[3][1]

## Preise und Anerkennungen
Für seine Leistungen erhielt Mardešić 1965 den Rugjer-Bošković-Preis, 1978 den Preis der Stadt Zagreb und 1990 den Preis für sein Lebenswerk.

## Familie
Mardešić war der Sohn der Anka Mardešić, geborene Karaman (1898–1986), und des Schiffbauers Pavao Mladen Nikola Mardešić. Während seines Studiums lernte Mardešić die Mathematikstudentin Vera Župarić kennen. Die beiden heirateten und hatten zwei Kinder, den Sohn Pavao Mardešić (* 1960), ebenfalls Mathematiker und die Tochter Milica, Sprachwissenschaftlerin.

## Veröffentlichungen (Auswahl)
- KAKO SAM POSTAO I OSTAO MATEMATICAR – Matematicka autobiografija, Hrvatska sveučilišna naklada, 2016, ISBN 978-953-169-347-9
- Strong Shape and Homology, Springer; Softcover reprint of hardcover 1st ed. 2000 Edition, 2010, ISBN 978-3-642-08546-8
- Geometric Topology and Shape Theory: Proceedings of a Conference held in Dubrovnik, Yugoslavia, September 29 – October 10, 1986, Herausgeber: Sibe Mardešic und Jack Segal, Lecture Notes in Mathematics, Band 1283, Springer; 1987, Edition 2009, ISBN 978-3-540-18443-0
- Shape Theory and Geometric Topology: Proceedings of a Conference Held at the Inter-University Centre of Postgraduate Studies, Dubrovnik, Yugoslavia, 1981, Herausgeber: Sibe Mardešic und Jack Segal, Lecture Notes in Mathematics, Band 870,  Springer; 1981, Edition 2009, ISBN 978-3-540-10846-7
- Über die Unabhängigkeit mod(G) der ganzzahligen Linearformen in Glasnik Mat.-Fiz. Astron. 8, 1953, S. 280–292.